# Pythagorio
För andra betydelser, se Pythagorio (olika betydelser).
Pythagorio, Pythagoreio eller Pythagorion (Πυθαγόρειο) är en kommun på ön Samos i Grekland. Kommunen hade 9 003 invånare 2001. Det är den sett till ytan största kommunen på ön, med 164 km². De andra kommunerna på ön är Vathy, Karlovasi och Marathokampos.
Huvudorten heter som kommunen, men hette tidigare Tigani. Staden döptes om 1955 för att ära matematikern och filosofen Pythagoras som föddes i staden. Även Aristarchos föddes i staden. Dess hamn anses vara den äldsta anlagda hamnen i Medelhavet.